# Zařízení pro děti vyžadující okamžitou pomoc
Zařízení pro děti vyžadující okamžitou pomoc je zařízení pro děti, které se ocitly bez jakékoliv péče, kterou vzhledem ke svému věku potřebují, nebo je v ohrožení jejich zdravý vývoj či život. Jedná se typ profesionální péče, kterou upravuje zákon o sociálně právní ochraně dětí. Zřizovatelem takového zařízení je zpravidla stát, kraj nebo nestátní nezisková organizace.

## Základní informace
Zařízení pro děti vyžadující okamžitou pomoc poskytují ochranu a pomoc dítěti, které se ocitlo bez jakékoliv péče nebo jsou-li jeho život nebo příznivý vývoj vážně ohroženy anebo ocitlo-li se dítě bez péče přiměřené jeho věku (§ 15), jde-li o dítě tělesně nebo duševně týrané nebo zneužívané a nebo o dítě, které se ocitlo v prostředí nebo situaci, kdy jsou závažným způsobem ohrožena jeho základní práva. Ochrana a pomoc takovému dítěti spočívá v uspokojování základních životních potřeb (včetně ubytování), v zajištění zdravotních služeb a v psychologické a jiné obdobné nutné péči.

## Umístění dítěte do ZDVOP
Dítě se umísťuje v ZDVOP na základě:
- rozhodnutí soudu,
- žádosti obecního úřadu obce s rozšířenou působností (OSPOD),
- žádosti zákonného zástupce dítěte,
- požádá-li o to dítě.

## Trvání pobytu dítěte v ZDVOP
Délka pobytu dítěte v zařízení pro děti vyžadující okamžitou pomoc může trvat nejdéle po dobu:
- 3 měsíců od jeho umístění do zařízení pro děti vyžadující okamžitou pomoc na základě žádosti zákonného zástupce dítěte;[2] v tomto případě je možné prodloužení na dobu 6 měsíců s předchozím písemným souhlasem obecního úřadu obce s rozšířenou působností (OSPOD).
- 6 měsíců, je-li dítě umístěno v zařízení pro děti vyžadující okamžitou pomoc na základě žádosti obecního úřadu obce s rozšířenou působností nebo na základě žádosti dítěte, jestliže s pobytem dítěte vyslovil souhlas rodič nebo jiná osoba odpovědná za výchovu dítěte; výjimečně lze tuto dobu prodloužit v případě, že si rodiče nebo jiné osoby odpovědné za výchovu dítěte prokazatelně upravují své poměry tak, aby mohli převzít dítě do osobní péče; celková doba nepřetržitého pobytu dítěte v zařízení nesmí přesáhnout dobu 12 měsíců.[2]
- Z rozhodnutí soudu může být dítě svěřeno do ZDVOP dle § 971 odst. 2 občanského zákoníku na dobu maximálně 6 měsíců: V případě, že rodiče nemohou z vážných důvodů zabezpečit výchovu dětí na přechodnou dobu, svěří soud dítě do zařízení pro děti vyžadující okamžitou pomoc, a to na dobu nejdéle šest měsíců.[3]

Od počátku roku 2014 přinesl občanský zákoník změny délky pobytu dětí v ZDVOP. Tato změna zákona neumožňuje dětem umístěným např. do zařízení Klokánek či SOS Sluníčko dobu pobytu delší než 6 měsíců. Děti jsou v nich však umisťovány po delší dobu, a to s ohledem na jejich práva a potřeby. Tato zařízení zajišťují dítěti péči rodinného typu, která je pro zdravý vývoj dítěte nenahraditelná a měla by mít přednost před výchovou ústavní. V současné době se v tomto ohledu hovoří o novele občanského zákoníku, která by prodloužení pobytu dětí v zařízení typu tzv. Klokánek umožnila.

## Charakteristika ZDVOP
Počet dětí umístěných v zařízení pro děti vyžadující okamžitou pomoc nesmí přesáhnout 28. Jeden zaměstnanec zařízení pro děti vyžadující okamžitou pomoc může současně zajišťovat osobní péči nejvýše o 4 děti svěřené do péče zařízení. Dítěti může být povolen pobyt mimo zařízení např. u rodičů nebo u jiné blízké osoby.
Zřizovatel zařízení je povinen vést evidenci dětí, které byly přijaty do zařízení.
Dítě může být umístěno v zařízení pro děti vyžadující okamžitou pomoc na základě žádosti zákonného zástupce dítěte, jen jestliže byla mezi uvedeným zařízením a zákonným zástupcem dítěte uzavřena písemná dohoda.

## Příspěvek na úhradu pobytu a péče
Rodiče dítěte svěřeného do ZDVOP mají povinnost uhradit příspěvek na úhradu pobytu a na péči o dítě podle § 42b až 42f zákona o sociálně-právní ochraně dětí (ZSPOD).

### Státní příspěvek pro zřizovatele ZDVOP
Zřizovatel zařízení pro děti vyžadující okamžitou pomoc má nárok na státní příspěvek za pobyt a péči poskytovanou nezletilému dítěti v tomto zařízení na základě rozhodnutí soudu nebo na základě žádosti obecního úřadu obce s rozšířenou působností. Nárok na státní příspěvek za pobyt a péči poskytovanou nezletilému dítěti vzniká také v případě, že obecní úřad obce s rozšířenou působností považuje umístění dítěte v zařízení za důvodné. Vyjádření o důvodnosti umístění s uvedením počátečního data důvodného pobytu zašle obecní úřad obce s rozšířenou působností zařízení pro děti vyžadující okamžitou pomoc do osmi dnů ode dne doručení ohlášení o přijetí dítěte podle § 42 odst. 12 ZSPOD. Shledá-li obecní úřad obce s rozšířenou působností, že další pobyt dítěte v zařízení již není důvodný, vyrozumí o tom zařízení a jeho zřizovatele. Zřizovateli náleží příspěvek ve výši 22 800 Kč měsíčně za každé dítě. Tento příspěvek se snižuje o jednu třicetinu za každý den, v němž dítě pobývá mimo zařízení. Státní příspěvek vyplácí krajský úřad.

## Příklady zařízení ZDVOP dle krajů v ČR
- Praha: Dětský domov Charlotty Masarykové Praha - Zbraslav, Fond ohrožených dětí (FOD) - Klokánek 4x v Praze - Praha 8, 9, 10, 11, SOS dětské vesničky - SOS Sluníčko Archivováno 21. 1. 2016 na Wayback Machine.
- Středočeský kraj: FOD - Klokánek Hostivice u Prahy, Dětské centrum Kladno, p.o., Orlíček Přední Chlum, o.p.s., Dětské centrum Kolín, p.o.
- Jihočeský kraj: Sanatorium Javorník - Dětské centrum Jihočeského kraje, o. p. s., FOD - Klokánek Jindřichův Hradec
- Plzeňský kraj: Dětský domov Staňkov, p.o., FOD - Klokánek Plzeň, FOD - Klokánek Janovice nad Úhlavou
- Karlovarský kraj: SOS dětské vesničky - SOS Sluníčko Archivováno 29. 12. 2015 na Wayback Machine., Karlovy Vary
- Ústecký kraj: FOD - Klokánek Ústí nad Labem, FOD - Klokánek Dubí, FOD - Klokánek Chomutov, FOD - Klokánek Litoměřice, FOD - Klokánek Žatec , Kojenecký ústav Most p.o., ZDVOP Na Horách Élie o.s., ZDVOP Charity Most
- Liberecký kraj: ZDVOP při DD Jablonné v Podještědí, DC Paprsek Liberec, FOD - Klokánek Lázně Libverda, FOD - Klokánek Smržovka
- Královéhradecký kraj: DC Dvůr králové nad Labem, Dětská ozdravovna Království, Dvůr nad Labem, Dětský domov Nechanice
- Pardubický kraj: FOD - Klokánek Pardubice, DC Svitavy, DC Veská p.o.
- Kraj Vysočina: Dětský domov Nová ves u Chotěboře p.o., Dětský domov Senožaty p.o., DC Znojmo p.o., Dětská léčebna Křetín p.o., Dětské centrum Kyjov p.o., Dětská léčebna pohybových poruch p.o.
- Jihomoravský kraj: FOD Klokánek Brno, Centrum „PRO“ Blanské, Chovánek- Dětské rodinné centrum Brno p.o.
- Zlínský kraj: FOD - Klokánek Kroměříž, Dětské centrum Zlín p.o.
- Olomoucký kraj: FOD - Klokánek Dlouhá Loučka, FOD - Klokánek Olomouc, Dětský domov Lipník nad Bečvou
- Moravskoslezský kraj: FOD - Klokánek Dolní Benešov, Dětský domov Janovice u Rýmařova